# Marijeta Vidak
Marijeta Vidak (født 14. august 1992) er en kroatisk håndboldspiller, som spiller i SCM Gloria Buzău og Kroatiens kvindehåndboldlandshold.